# 岡部恒治
岡部 恒治（おかべ つねはる、1946年 - ）は、日本の数学者。埼玉大学経済学部教授を経て、同大名誉教授。

## 来歴
北海道札幌市出身。北海道札幌南高等学校を経て、1969年、東京大学理学部数学科卒業。東京大学大学院修士課程修了。
日本数学協会副会長、日本数学会教育委員会委員長などを歴任。
パナソニックセンターのリスーピアの数学部門の監修も務めている。
『分数ができない大学生』（西村和雄・戸瀬信之と共編著）は有名。

## 著書

### 単著
- 数学オンチのための数学入門 99のカンどころ 日本実業出版社 1981.5 「ビジネスマンのための数学入門」三笠書房 知的生きかた文庫
- 微分と積分なるほどゼミナール 数学オンチ版 日本実業出版社 1982.10
- 数学感覚をのばす 講談社現代新書 1982.2
- ビジネスマンのための確率入門 人生にツキをもたらす応用自在の考え方 ごま書房 1984.12
- 次元からの発想 日常の思考を立体化する 講談社ブルーバックス 1985.6
- 数学がわかる話 日本実業出版社 1985.11
- 不思議なトポロジー 山手線の地図はなぜ円いのか 日本実業出版社 1987.1
- マンガ数学入門 筑摩書房 ちくまプリマーブックス 1989.3
- 『絵でわかる微分と積分』日本実業出版社、1989
- 岡部の手にとるようにわかる確率基本演習 旺文社 1996.5
- アルキメデスの発想術 ひらめきで解くおもしろ数学入門 実務教育出版 1997.5
- 『微分・積分のしくみ』日本実業出版社、1998
- 『経済数学入門』新世社・サイエンス社、1998
- 数学はこんなに面白い 日本経済新聞社 1999.9
- 考える力をつける数学の本 日本経済新聞社 2001.10 のち文庫
- 自分で考える力をつける算数の本 日本経済新聞社 2002.8
- 「図解」微分・積分が見る見るわかる 基本の基本をじっくり教える74項 サンマーク出版 2002.2
- 数学脳をつくる8つの方法 サンマーク出版 2002.11
- 大人の算数 梧桐書院 2010.7
- やさしくわかる数学のはなし77 学習研究社 2010.11
- 直観で解く算数 PHPサイエンス・ワールド新書 2012.9
- 通勤電車で頭を鍛える数学パズル 知的生きかた文庫 三笠書房 2013.12
- 通勤数学1日1題 知的生きかた文庫 三笠書房 2015.3
- 1日1題！ 大人の算数 祥伝社新書 2015.6

### 共編著
- 数学面白事典 楽しみながら数学力がつく本 本間竜雄共編 主婦と生活社 1976
- 数学感覚に強くなる本 数学ぎらいを克服しよう! 日本経済通信社 1977.10
- 『微分幾何とトポロジー入門』本間龍雄共著、新曜社、1979
- 『マンガ・数学小事典―基本をおさえる』おやまだ祥子画 講談社ブルーバックス 1988.1
- マイ数学 教養数学の要点と考え方 四方義啓・前原昭二・栗田稔・野崎昭弘・服部昭共著 遊星社 1989.5
- 『マンガ・微積分入門―楽しく読めて、よくわかる』藤岡文世、講談社ブルーバックス、1994
- 『マンガ幾何入門―頭脳が楽しく鍛えられる』藤岡文世、講談社ブルーバックス、1996
- 『マンガ数学感覚』藤岡文世、ちくまプリマーブックス、1997
- 数学英和小事典 講談社 1999.9
- 『分数ができない大学生 21世紀の日本が危ない』 戸瀬信之、西村和雄共編 東洋経済新報社 1999.6 のち筑摩書房 2010.3
- 小数ができない大学生 国公立大学も学力崩壊 戸瀬信之、西村和雄共編 東洋経済新報社 2000.3
- 算数ができない大学生 理系学生も学力崩壊 戸瀬信之、西村和雄共編 東洋経済新報社 2001.4
- 理数力トレーニング ものごとの本質を見抜く 鈴木敏史共著 日本実業出版社 2003.1
- 数学脳をつくる 藤原和博共著 新潮社 2003.1 (「よのなか」教科書) のちちくま文庫
- 体系数学  代数編,幾何編 1-2 数研出版 2003.2
- 体系数学 3-6 永尾汎共編 数研出版 2003-2004
- 反例からみた数学 一松信・白井古希男・和田秀男共著 遊星社 2003.5
- 文科系学生のための数学教室 有田八州穂,今野和浩共著 2004.6 (有斐閣アルマ)
- 数学Ⅰ+Aの考え方解き方 文英堂 2004.8 (シグマベスト)
- こんな入試になぜできない 大学入試「数学」の虚像と実像 上野健爾共編 日本評論社 2005.4
- 学ぼう!算数 西村和雄共編 数研出版 2005
- 子どもの学力を回復する 算数自学自習への道 西村和雄共編 数研出版 2005.5
- チャート式体系数学 中高一貫教育をサポートする チャート研究所共編 数研出版 2006.4
- 数学脳 シンプルな図解ができればひらめき力がアップする! 桃崎剛寿共編著 日本実業出版社 2006.8
- 数学Ⅱ＋Bの考え方解き方 文英堂 2006.9（シグマベスト）
- 『博士がくれた贈り物』小川洋子、菅原邦雄、宇野勝博（2006年 東京図書）
- 数と形の事典 算数がもっとおもしろくなる 自分で考える力をつけよう! 新井紀子共著 PHP研究所 2007.7
- 数学こんな授業を受けたかった! 数学オンチのための数学入門 長谷川愛美共著 日本実業出版社 2007.12
- 図解ざっくりわかる!「微分・積分」入門 長谷川愛美共著 青春出版社 2009.2
- もう一度 中学数学 牛場正則・石田唯之共著 日本実業出版社 2010.12
- もういちど読む 数研の高校数学（第1巻） 数研出版編集部共著 数研出版 2011.4
- マンガでわかる幾何 本丸諒共著 サイエンス・アイ新書 SBクリエイティブ 2011.9
- もういちど読む 数研の高校数学（第2巻） 数研出版編集部共著 数研出版 2011.10
- 身近な数学の記号たち 川村康文・長谷川愛美・本丸諒・松本悠共著 オーム社 2012.8
- 連立方程式から学ぶ行列・行列式 意味と計算の完全理解（数学のかんどころ23巻） 長谷川愛美・村田敏紀共著 共立出版 2014.2
- 脳トレ!算数 考える楽しみを味わうとっておきの45問 本丸諒共著 アーク出版 2014.12
- 本当は面白い数学の話 本丸諒共著 サイエンス・アイ新書 SBクリエイティブ 2018.3
- 図で考えれば解ける! 本当は面白い「微分・積分」 長谷川愛美共著 青春出版社 2019.1

### 翻訳
- 『数学を築いた天才たち（上）』スチュアート・ホリングデール（監訳）（共訳者・有田八洲穂・伊藤博明・伊藤和行・川崎利明・仁科弘之・中宮寺薫・藤田佳代）講談社ブルーバックス、1989
- 『数学を築いた天才たち（下）』スチュアート・ホリングデール（監訳）（共訳者・有田八洲穂・伊藤博明・伊藤和行・川崎利明・仁科弘之・中宮寺薫・藤田佳代）講談社ブルーバックス、1989
- 世界の算数ゲーム クラウディア・ザスラフスキー（監訳）ワニブックス 2004.7